# James Algar
James Algar, detto Jim (Modesto, 11 giugno 1912 – Carmel-by-the-Sea, 26 febbraio 1998), è stato un regista, sceneggiatore e produttore cinematografico statunitense.

## Biografia
Nato a Modesto, in California, ha lavorato per la Walt Disney Productions per 43 anni e ha ricevuto il premio Disney Legends nel 1998. Conosciuto in patria anche per aver realizzato documentari naturalistici vincitori di alcuni Academy Award per i migliori documentari, grazie anche alla collaborazione con la Walt Disney, è morto a Carmel, sempre in California.

## Filmografia parziale

### Regista

#### Cinema
- Fantasia, co-regia collettiva (1940) - (episodio "The Sorcerer's Apprentice")
- Four Methods of Flush Riveting (1942)
- Bambi (1942)
- Victory Through Air Power (1943)
- Something You Didn't Eat (1945)
- Health for the Americas: Cleanliness Brings Health (1945)
- Tuberculosis (1945)
- L'isola delle foche (Seal Island) (1948)
- Le avventure di Ichabod e Mr. Toad (The Adventures of Ichabod and Mr. Toad) (1949)
- Il vento tra i salici (The Wind in the Willows) (1949)
- La valle dei castori (Beaver Valley) (1950)
- La terra questa sconosciuta (Nature's Half Acre) (1951)
- Nel regno dell'alce (The Olympic Elk) (1952)
- Il paese degli orsi (Bear Country) (1953)
- Cacciatori eschimesi (The Alaskan Eskimo) (1953)
- I predatori delle grandi paludi (Prowlers of the Everglades) (1953)
- Deserto che vive (The Living Desert) (1953)
- La grande prateria (The Vanishing Prairie) (1954)
- Il leone africano (The African Lion) (1955)
- I segreti della natura (Secrets of Life) (1956)
- Artico selvaggio (White Wilderness) (1958)
- Gran Canyon (Grand Canyon) (1958)
- Il giaguaro della giungla (Jungle Cat) (1960)
- The Best of Walt Disney's True-Life Adventures (1975)
- Fantasia 2000 (1999, segmento The Sorcerer's Apprentice)

### Regista televisione
- Carlo, the Sierra Coyote (1974)

### Regista serie TV
- Disneyland – serie TV, 15 episodi (1954 - 1974)